# إيلمشان (إكنيون)
إيلمشان هي إحدى مشيخات المملكة المغربية، تتبع جغرافيا لإقليم تنغير وإداريًا لإكنيون. يقدر عدد سكانها بـ 1135 نسمة حسب الإحصاء الرسمي للسكان والسكنى لسنة 2004.